# Bedford (Wyoming)
Bedford es un lugar designado por el censo ubicado en el condado de Lincoln en el estado estadounidense de Wyoming. En el año 2010 tenía 201 habitantes y una densidad poblacional de 105.79 personas por km².

## Geografía
Bedford se encuentra ubicado en las coordenadas 42°54′2.76″N 110°55′38.75″O / 42.9007667, -110.9274306. Según la Oficina del Censo, la localidad tiene un área total de 1,9 km² (0,7 mi²), de la cual 1,9 km² (0,7 mi²) es tierra y 0 km² (0 mi²) (0.0%) es agua.

### Localidades adyacentes
El siguiente diagrama muestra a las localidades en un radio de 36 kilómetros (22,4 mi) de Bedford.

## Demografía
En el 2000 la renta per cápita media del hogar era de $40.469, y los ingresos medios para una familia eran de $40.625. Los ingresos medios per cápita para la localidad eran de $29.976. En 2000 los hombres tenían unos ingresos medios per cápita de $36.176 contra $20.625 para las mujeres. Ninguno de sus habitantes estaba por debajo del umbral de pobreza nacional.